# Heinrich Schild
Heinrich Schild (* 22. Oktober 1895 in Elberfeld; † 18. Februar 1978) war ein deutscher Politiker (DP, später CDU).

## Leben und Beruf
Heinrich Schild stammt aus einer Handwerkerfamilie. Nach dem Studium der Volkswirtschaft mit abschließender Promotion in Köln 1921 war er seit 1922 in dem im Oktober 1919 in Hannover gegründeten Reichsverband des deutschen Handwerks tätig. Seit 1924 war er als Syndikus für verschiedene Fachverbände des Handwerks tätig. Er trat bereits zum 1. März 1932 der NSDAP bei (Mitgliedsnummer 990.805), war von Ende März 1933 bis Ende September 1934 Generalsekretär des deutschen Handwerks in Berlin und wehrte sich in dieser Funktion gegen den Zugriff der DAF auf Grundlage des „Gesetzes zur Vorbereitung des organischen Aufbaus der deutschen Wirtschaft“ vom Februar 1934. Schilds Machtkampf zwischen Handwerk und DAF führte zu einem von ihm selbst eingeleitetem Verfahren vor dem Parteigericht der NSDAP, das ihn 1935 entlastete.
In seiner Position als NSDAP-Funktionär kaufte Schild 1934 die Haël-Werkstätten für Künstlerische Keramik von Margarete Heymann-Loebenstein. Als Jüdin war Heymann-Loebenstein wirtschaftlicher und politischer Verfolgung ausgesetzt und war gezwungen, ihr Unternehmen weit unter Wert zu verkaufen. Schild galt als Mäzen der Keramikerin Hedwig Bollhagen, die er als künstlerische Leiterin einsetzte. Er selbst wurde unentgeltlicher Geschäftsführer der dort neugegründeten HB-Werkstätten für Keramik. Die HB-Werkstätten für Keramik in Marwitz (Brandenburg) existieren bis heute. 
1946 siedelte Schild aus der damaligen Sowjetischen Besatzungszone nach Westdeutschland um. Von 1949 bis 1958 war er Hauptgeschäftsführer der Landesvereinigung der Fachverbände des Handwerks NRW e. V. Daneben war er auch Generalsekretär des Rheinisch-Westfälischen Handwerkerbundes und Geschäftsführer des nordrhein-westfälischen Landesverbandes des Deutschen Mittelstandsblocks, eines Lobby-Verbandes für die Interessen kleiner und mittlerer Unternehmen. Anschließend machte er sich als Wirtschaftsberater selbständig.

## Partei
Schild war seit 1953 Mitglied der Deutschen Partei, die er am 1. Juli 1960 verließ. Am 20. September 1960 trat er der CDU bei.

## Abgeordneter
Schild war Mitglied des Deutschen Bundestages von 1953 bis 1961. Er gehörte neben Erwin Schoettle (SPD), Rudolf Vogel (CDU), Martin Blank (FDP) und Wilfried Keller (GB/BHE) zur ersten Besetzung des Vertrauensgremiums für die geheimen Haushaltspläne der Nachrichtendienste des Bundes, das am 22. Februar 1956 erstmals zusammenkam.
Vom 15. Dezember 1958 bis zum 29. November 1961 war Schild auch Mitglied des Europaparlaments.
Von 1961 bis 1969 war er Mitglied des Kreistages im Oberbergischen Kreis, 1963/64 als Fraktionsvorsitzender der CDU.

## Öffentliche Ämter
Von 1961 bis 1972 war Heinrich Schild Bürgermeister der Gemeinde Nümbrecht und von 1964 bis 1969 Landrat des Oberbergischen Kreises. Nach seinem Tod im Jahr 1978 wurde in Nümbrecht eine Straße nach Heinrich Schild benannt. Aufgrund seiner früheren NSDAP-Mitgliedschaft und seine Beteiligung an den HB-Werkstätten für Keramik während der NS-Zeit erfolgte im März 2021 die Umbenennung der Straße.

## Veröffentlichungen
- Die neue Organisation des Handwerks, Berlin, 1934
- Chronik der Gemeinden Nümbrecht und Marienberghausen. Nümbrecht 1977.